# 小行星6990
小行星6990（英語：6990 Toya）是一颗围绕太阳公转的小行星。1994年12月9日，小林隆男在大泉町发现了此天体。
这颗小行星的绝对星等为3.72694943411656等。